# Tito Olio
Tito Olio (en latín, Titus Ollius, fallecido en el año 31 d. C.) fue un destacado ciudadano romano y padre de Popea Sabina, la emperatriz consorte del Imperio Romano. Sus orígenes se encuentran en Cupra Maritima, una ciudad de Piceno; una inscripción encontrada allí lleva su nombre y el de tres de sus libertos. Olio estuvo implicado en la conspiración de Sejano contra Tiberio y se suicidó. Tito fue suegro de Nerón póstumamente.